# Concessionária Rodovias do Tietê
Concessionária Rodovias do Tietê é uma empresa brasileira, concessionária de rodovias localizada no Estado de São Paulo.

## Início
No dia 3 de abril de 2009, a Rodovias do Tietê assinou o contrato de concessão de 30 anos do Corredor Leste da Rodovia Marechal Rondon, junto ao governo do Estado de São Paulo, a época representado pelo Governador Alberto Goldman (PSDB) Para a gestão de 415 quilômetros de rodovias e acessos. A concessionária aportou financeiramente, em 18 meses, R$ 542 milhões a títulos de outorga fixa.

## Rodovias Concedidas
| Rodovias Concedidas - Concessionária Rodovias do Tietê | Rodovias Concedidas - Concessionária Rodovias do Tietê | Rodovias Concedidas - Concessionária Rodovias do Tietê | Rodovias Concedidas - Concessionária Rodovias do Tietê | Rodovias Concedidas - Concessionária Rodovias do Tietê | Rodovias Concedidas - Concessionária Rodovias do Tietê | Rodovias Concedidas - Concessionária Rodovias do Tietê | Rodovias Concedidas - Concessionária Rodovias do Tietê |
| Identificador                                          | Denominação                                            | Cidades | Extensão                                               | Início da Concessão                                    | Investimentos próprios (R$)                            | Investimentos públicos (R$)                            | Ref.                                                   |
| ------------------------------------------------------ | ------------------------------------------------------ | --- | ------------------------------------------------------ | ------------------------------------------------------ | ------------------------------------------------------ | ------------------------------------------------------ | ------------------------------------------------------ |
| SP-101                                                 | Jornalista Francisco Aguirra Proença                   | Campinas, Hortolândia,Monte Mor, Elias Fausto, Capivari, Rafard, Tietê | km 0 ao 71+250                                         | 03/04/2009                                             |                                                        |                                                        | [ 3 ]                                                  |
| SP-101                                                 | Rodovia Bento Antonio de Moraes                        | Campinas, Hortolândia,Monte Mor, Elias Fausto, Capivari, Rafard, Tietê | km 0 ao 71+250                                         | 03/04/2009                                             |                                                        |                                                        | [ 3 ]                                                  |
| SP-113                                                 | Rodovia Doutor João José Rodrigues                     | Tietê, Sete Fogões, Rafard | km 0 ao 14+400                                         | 03/04/2009                                             |                                                        |                                                        | [ 3 ]                                                  |
| SP-209                                                 | Rodovia Professor João Hypólito Martins                | Bauru, Marília, Itapetininga, Mogi das Cruzes, Suzano, Piracicaba, Presidente Prudente, Ribeirão Preto, Franca, São José do Rio Preto, Araçatuba, Santos, São Carlos, Araraquara, Sorocaba, Jundiaí | km 0 ao 21+090                                         | 03/04/2009                                             |                                                        |                                                        | [ 3 ]                                                  |
| SP-300                                                 | Rodovia Marechal Rondon                                | Itu, Porto Feliz, Tietê, Cerquilho, Jumirim, Laranjal Paulista, Conchas,Botucatu, São Manuel, Aparecida de São Manuel, Lençóis Paulista, Borebi, Agudos, Bauru, Tibiriçá, Nogueira, Avaí, Guaricanga, Presidente Alves,Pirajuí, Guarantã, Cafelândia, Lins, Guaiçara, Promissão, Penápolis, Glicério, Coroados, Birigui, Araçatuba, Guararapes, Valparaíso, Lavínia, Mirandópolis, Guaraçaí, Murutinga do Sul, Andradina, Castilho | km 158+650 ao 336+500                                  | 03/04/2009                                             |                                                        |                                                        | [ 3 ]                                                  |
| SP-308                                                 | Rodovia do Açúcar (Comendador Mário Dedini)            | Salto, Elias Fausto, Capivari, Mombuca, Rio das Pedras, Piracicaba, Santa Olímpia, Recreio, Paraisolândia, Charqueada | km 102+200 ao 162                                      | 03/04/2009                                             |                                                        |                                                        | [ 3 ]                                                  |
| SP-308                                                 | Rodovia Hermínio Petrin                                | Salto, Elias Fausto, Capivari, Mombuca, Rio das Pedras, Piracicaba, Santa Olímpia, Recreio, Paraisolândia, Charqueada | km 102+200 ao 162                                      | 03/04/2009                                             |                                                        |                                                        | [ 3 ]                                                  |
| SPI-162/308                                            | Rodovia Ernesto Paterniani (Contorno de Piracicaba)    | Piracicaba |                                                        | 27/06/2016                                             | 111.600.000,00                                         |                                                        | [ 3 ] [ 4 ]                                            |
| SPI-181/300                                            | Contorno de Maristela                                  | Laranjal Paulista, Maristela |                                                        | 21/12/2021                                             |                                                        | 15.940.000,00                                          | [ 5 ] [ 3 ] [ 6 ]                                      |